# Malören (Sund, Åland)
Malören är en halvö i Åland (Finland). Den ligger i den östra delen av landskapet, 30 km nordost om huvudstaden Mariehamn.